# Cerrostrangalia herrerai
Cerrostrangalia herrerai är en skalbaggsart som beskrevs av Hovore och Chemsak 2005. Cerrostrangalia herrerai ingår i släktet Cerrostrangalia och familjen långhorningar.
Artens utbredningsområde är Costa Rica. Inga underarter finns listade i Catalogue of Life.